# Wiesens
Wiesens is een dorp in de Duitse deelstaat Nedersaksen. Bestuurlijk maakt het deel uit van de gemeente Aurich in Oost-Friesland.
Middelpunt van het dorp is de op een warft gelegen Johannes de Doperkerk uit de dertiende eeuw. Bij de kerk staat een vrijstaande klokkentoren.
- Gemeinsame Normdatei: 16329148-2
- Virtual International Authority File: 248292756